# Kasteel Ten Velde

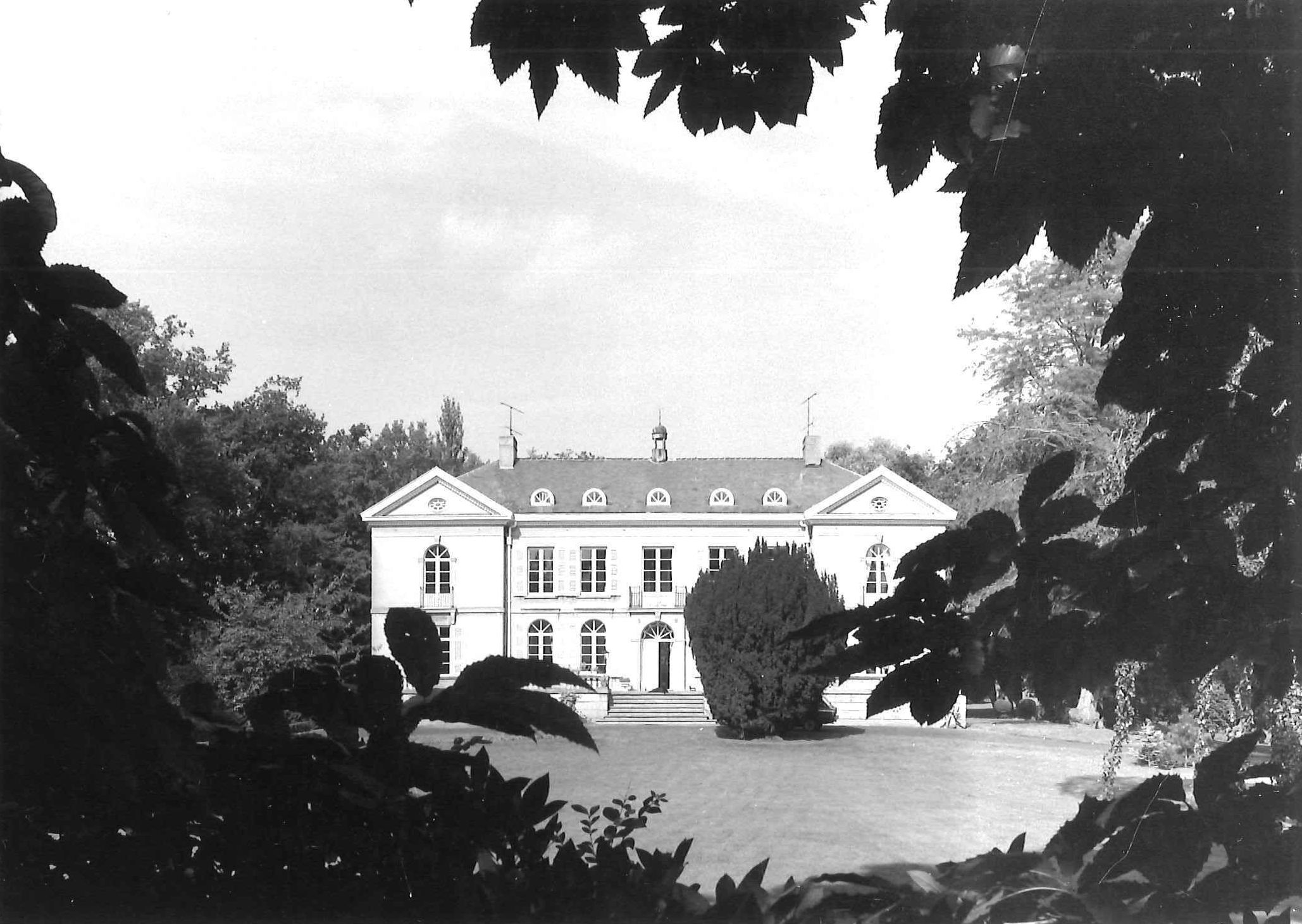
Kasteel Ten Velde

Het Kasteel Ten Velde is een kasteel in de tot de Oost-Vlaamse gemeente Lievegem behorende plaats Vinderhoute, gelegen aan de Neerstraat 1.

## Geschiedenis
In 1549 werd melding gemaakt van een landgoed op deze plaats. Omstreeks 1800 werd hier een kasteel gebouwd in empirestijl met classicistische elementen. Dit kasteel werd in 1937 herbouwd naar model van het empire-kasteel. Het ontwerp was van Jean Hebbelynck.
Naast het kasteel vindt men hier een koetshuis uit het 3e kwart van de 19e eeuw en een 20e-eeuws tuinpaviljoentje.